# Aqua Jet
Aqua Jet (アクアジェット?, Akua Jetto) è un simulatore di guida arcade sulle moto d'acqua con prospettiva in prima persona, il cui opera tramite la scheda madre Namco System Super 22. Sviluppato e pubblicato dalla Namco nel 1996, la pedana sul suo cabinato riproduce una di quelle che si controllano nel gioco, la quale monta su un sistema idraulico che dà al giocatore la sensazione di saltare sulle onde mentre le si colpiscono. Però, a differenza di quella di Wave Runner della SEGA (uscito nello stesso anno ma un mese dopo), una persona che vi ci sale sopra la manovra stando all'impiedi invece che seduto.
Come già fece con Prop Cycle, Gynotai e Alpine Racer 2, la software house realizzò una sua variante modificata appositamente per Time Bomber (超次元タイムボンバー?, Chō Jigen Taimu Bonbā, lett. "Super Dimension Time Bomber"), un game show giapponese andato in onda tra il 1996 e il 1997 su TV Asahi.

## Modalità di gioco
Aqua Jet consta di due opzioni di gioco che, ovviamente, sono le selezioni di una corsa: "Novice Course (550cc)", rivolta ai giocatori principianti, ed "Expert Course (1110cc)", invece per quelli esperti. In entrambe si guida lungo una versione differente dell'unica pista disponibile, la quale è quasi inframmezzata di soglie a checkpoint per la proroga dei secondi del conto alla rovescia a disposizione.
Partendo in dodicesima posizione, l'unico scopo è quello di ottenere il tempo migliore arrivando primo al traguardo mentre si superano gli sfidanti in gara, nella fittizia "Namco Mermaid Beach Cup". Rispetto agli standard di altri videogiochi corsistici, il traguardo in questo titolo non è posto all'interno della pista medesima, bensì alla fine del breve tratto esterno ad essa. Infatti, sia il giocatore in sessione che gli avversari controllati dal computer percorrono un giro completo andata e ritorno. L'ultima soglia prima del definitivo arrivo è costituita dal "Jump Contest", dove si va a misurare tre volte (per i tre gruppi uniti di rampe) la distanza di salto nell'acqua con la moto, che, sommate insieme danno quella totale.
Verso la fine dei crediti di chiusura appare un trucco: digitandolo correttamente sul menù iniziale prima dell'inizio della partita sblocca la modalità "Mirror World" (valida per ambedue le corse), ove la pista viene percorsa nell'effetto specchio. Infine, inserendo al medesimo procedimento un altro trucco stavolta segreto, tutti i piloti umani delle moto (compreso anche quello del giocatore) vengono sostituiti con dei pinguini.